# (95016) Kimjeongho
(95016) Kimjeongho (2002 AA9) – planetoida z pasa głównego asteroid okrążająca Słońce w ciągu 4,44 lat w średniej odległości 2,7 j.a. Odkryta 9 stycznia 2002 roku.